# Свещ
Вижте пояснителната страница за други значения на свещ.
Битовите свещи са източник на светлина. Представляват фитил от текстилен материал, поставен в средата на форма от втвърдено гориво. В днешно време за гориво се използва предимно парафин, но по-висококачествени свещи се произвеждат от стеарин, пчелен восък и др. За запалване се използва външен източник на горене (напр. запалена клечка кибрит), с който се пали фитилът. След затоплянето от пламъка твърдото гориво се разтапя, омокря фитила (капилярни сили) и, когато достигне до пламъка, изгаря, при което се свързва с кислорода от атмосферата, отдавайки светлина и топлина.
Днес свещите се произвеждат главно от парафинов восък, евтин страничен продукт от рафинирането на нефта. Използва се и стеарин, обикновено извличан от кокосово, рициново или палмово масло.

## Употреба
Употребяват се предимно за осветление, а в наши дни като ароматизатори, символи или за естетически вид и приятна атмосфера.

### В миналото
Преди навлизането на електричеството и производните му начини за получаване на светлина, за тази цел повсеместно се е използвала свещта. Производството и видът ѝ, такъв какъвто го познаваме днес, е до голяма степен видоизменен. Множество използвани в миналото материали (пчелен восък, китова мас и др.) се срещат все по-рядко. Интересен факт е, че свещи са се използвали предимно в Северна Европа, а в по-топлите източни и южни части на континента за осветление се е използвала лампа (маслена, по-късно – газена).

### В наши дни
Изместена от електричеството, светлината на свещта е останала по-скоро като символ, отколкото като необходимост. В съвременния свят употребата на свещи не е спряла, но се е видоизменила. Произвеждат се свещи с ароматизиращ, димоотблъскващ или просто естетичен ефект, но може би най-масовото им използване е по време на празници, какъвто е рожденият ден.

### Религия
Свещта е символ и по отношение на някои религии, като тя е задължителен атрибут в религиозните церемонии.

#### Християнство
В християнската религия свещта е символ на светлината на Христос и нейно типично място е до олтара в храма. Често се използва и по време на молитва или се отива до храма, за да се запали обречена (наречена на някого или за нещо) свещ. Друго типично в някои части на Европа използване на свещта е украсата на коледните дръвчета или коледните венци.

#### Юдаизъм
В юдаизма традиционно се пали свещ в петък вечерта в началото на празника Сабат. Паленето на свещ е неотменима част и от празника Ханука, Деня на холокоста и при заупокойни служби.

## Опасности
Използването на свещи крие голяма опасност от предизвикване на пожар!
За да се намали опасността, се използват контейнери или подложки от негорим материал (стъкло, порцелан), в които се поставя свещта.